# Модестовка
Модестовка (укр. Модестівка) — село в Славутском районе Хмельницкой области Украины.
Население по переписи 2001 года составляло 162 человек. Почтовый индекс — 30053. Телефонный код — 3842. Занимает площадь 0,79 км². Код КОАТУУ — 6823980604.

## Местный совет
30053, Хмельницкая обл., Славутский р-н, с. Берездов